# RNASE7
RNASE7 (англ. Ribonuclease A family member 7) – білок, який кодується однойменним геном, розташованим у людей на 14-й хромосомі. Довжина поліпептидного ланцюга білка становить 156 амінокислот, а молекулярна маса — 17 419.
| 10         |  | 20         |  | 30         |  | 40         |  | 50         |
| ---------- |  | ---------- |  | ---------- |  | ---------- |  | ---------- |
| MAPARAGFCP |  | LLLLLLLGLW |  | VAEIPVSAKP |  | KGMTSSQWFK |  | IQHMQPSPQA |
| CNSAMKNINK |  | HTKRCKDLNT |  | FLHEPFSSVA |  | ATCQTPKIAC |  | KNGDKNCHQS |
| HGAVSLTMCK |  | LTSGKHPNCR |  | YKEKRQNKSY |  | VVACKPPQKK |  | DSQQFHLVPV |
| HLDRVL     |  |            |  |            |  |            |  |            |

A: Аланін

C: Цистеїн

D: Аспарагінова кислота

E: Глутамінова кислота

F: Фенілаланін

G: Гліцин

H: Гістидин

I: Ізолейцин

K: Лізин

L: Лейцин

M: Метіонін

N: Аспарагін

P: Пролін

Q: Глутамін

R: Аргінін

S: Серин

T: Треонін

V: Валін

W: Триптофан

Кодований геном білок за функціями належить до гідролаз, антибіотиків, антимікробних білків, нуклеаз, ендонуклеаз. 
Секретований назовні.